# Picture Rocks, Pennsylvania
Picture Rocks là một thị trấn thuộc quận Lycoming, tiểu bang Pennsylvania, Hoa Kỳ. Năm 2010, dân số của thị trấn này là 678 người.